# Sociedade Athlética União Sportiva
A Sociedade Athlética União Sportiva foi uma agremiação esportiva da cidade de Belém, Pará. Seu uniforme principal era composto de camisa com listras verticais pretas e brancas, calção branco e meias pretas.

## História
A União Sportiva foi fundada em 15 de agosto de 1906 na Praça Justo Chermont, onde funcionava a Associação Recreativa “Ernesto Matoso”. Nessa época, só existiam no Pará a Associação Desportiva e Recreativa e Beneficente e o Sport Club do Pará.
Em 1908 tornou-se o primeiro campeão paraense de futebol profissional, conquistado a chamada Taça Estado do Pará, toda de prata. A equipe base era formada por: Moreira; F. Mota e Cecílio; Franco, Lobato e Alves; Conceição, Everaldo, Rubilar, Henrique e Mota. Os "unionistas" disputaram o certame entre setembro de 1908 e março de 1909 contra o Belém Football Club, o Sport Club do Pará, o Sporting Football Club, o Pará Clube e o Belém Clube.
A União arrebatou o bi em 1910, no segundo Campeonato Paraense da história. Os jornais da época não detalharam jogos e resultados, sabendo-se do título "unionista" por citações em jornais de anos posteriores - e que os adversários foram Belém Clube, Guarany, Panther, Royal Club e Sport; bem como o time-base campeão ser Elpídio, Alves e Corrêa; Zito, Lobato e Conceição; Rubilar, Antonico, Henrique, Nahon e Guimarães.
Assim como acontecera em 1909, o Campeonato Paraense não disputado nem em 1911 e nem em 1912. Muitos dos atletas da União vieram a migraram para outras agremiações, a exemplo de Nahon, Antonico e Rubilar que foram para o Grupo do Remo, onde este último já integrava desde 1909 a equipe azulina em provas de regatas, tornando-se também futebolista remista em 1913.
Além de bicampeã estadual, a União Esportiva conquistou também a Taça Província do Pará e o bicampeonato do Torneio Início em 1924 e 1927. 
O maior futebolista da história do clube foi Euclides Pessoa do Nascimento, o Marituba (apelido decorrente de ser originário do município de mesmo nome, então ainda uma vila pertencente a Belém), que tornou-se o recordista de prolongamento de carreira: jogou durante 25 anos (de 1917 a 1942), sempre na União, chegando a representa-la também na seleção paraense por diversas edições do antigo Campeonato Brasileiro de Seleções Estaduais, inclusive no papel de treinador (como em 1954). Em 2013, foi publicado o primeiro volume de Gigantes do Futebol Paraense, livro com cem perfis de diferentes futebolistas nativos ou com passagens expressivas por clubes locais. A capa foi ilustrada com ídolos máximos dos quatro clubes mais vezes campoeões paraenses - União Esportiva sendo representada por Marituba, a Tuna Luso por China, o Remo por Alcino e o Paysandu pelo seu segundo Quarentinha.
Na maior parte da primeira metade do século XX, a União Esportiva permaneceu considerada a terceira força do futebol paraense, abaixo da dupla Remo e Paysandu. Gradativamente, a partir da década de 1940 passou a lutar pelo posto com a ascensão da Tuna. Campeão estadual pela terceira vez em 1941, esse concorrente conseguiu quatro novos títulos no espaço de dez anos entre 1948 e 1958, na "Era China", consolidando um novo trio de forças. Em 1959, a União elegeu como presidente Aurélio do Carmo, que a partir do ano seguinte conciliaria o cargo com o de governador do Pará. A despeito disso e de ainda poder no início da década de 1960 formar nos juvenis o ponta Manoel Maria, os alvinegros nunca puderam reassentar a força de outros tempos.
O clube foi lanterna do campeonato paraense de 1962, ainda que conseguisse um empate em 3-3 com o campeão Paysandu. Ainda pôde disputar a primeira divisão do estadual seguinte, tendo em Antônio de Almeida Amaral, ou simplesmente Amaral, sua última revelação no futebol adulto - este ponta-esquerda viria a ser campeão com a dupla Re-Pa entre a década de 1960 e a de 1970.
Apesar dos títulos estaduais se limitarem a duas conquistas, a União, passados mais de sessenta anos de sua última participação, segue como quarto maior vencedor do campeonato paraense, abaixo do trio formado pela dupla Re-Pa com a Tuna. Em 2008, voltou simbolicamente à ativa para disputar com os três a Copa do Centenário do Campeonato Paraense. A União foi representada por jogadores do Ananindeua. Na estreia, venceu o "Papão" por 2 a 1, no dia 26 de outubro. No entanto, tanto Remo quanto Paysandu desistiram de disputar a Copa por falta de público, levando a União a disputar a sua segunda partida contra a Tuna como se já fosse a final. O empate contra a Águia em 0 a 0, no dia 2 de novembro, deu à União o vice-campeonato, perdendo somente no saldo de gols.
Em 2012, na ocasião solene na qual a Federação Paraense de Futebol festejou a centésima edição do seu torneio estadual, a União Esportiva, embora extinta, fez-se presente; foi representada por seu ilustre ex-presidente Aurélio do Carmo.

## Títulos

### Estaduais
- Campeonato Paraense: 2 (1908 e 1910)[17]
- Torneio Início do Pará: 2 (1924 e 1927)

### Campanhas de destaque
- Vice-Campeonato Paraense: 2 (1923 e 1929)
- Vice-campeã da Copa do Centenário do Campeonato Paraense: 1 (2008)